# Grounded (arco de história)
Grounded é um arco de história publicado pela DC Comics entre 2010 e 2011 na revista em quadrinhos americana Superman. Inicialmente, a trama era escrita apenas por J. Michael Straczynski, mas a partir de 2011 ele reteve apenas o argumento, e os roteiros passaram ser produzidos por Chris Roberson. Eddy Barrows é o desenhista, e John Cassaday, o artista de capa.

## Produção e lançamento
A história começou a ser publicada com o lançamento de Superman #700. Na edição, J. Michael Straczynski - um fã do personagem - colaborou com uma das histórias publicadas, servindo de prelúdio para o trabalho que realizaria a partir da edição seguinte
O desenhista Eddy Barrows, que até então trabalhava na revista Action Comics e havia sido um dos artistas da minissérie War of the Supermen foi anunciado como o desenhista, e o premiado artista John Cassaday, como o responsável pelas capas
Na opinião de Straczynski, Superman não era um herói global, mas um ícone americano: "Para mim, Superman é e sempre será um herói da América (...) Sim, ele almeja proteger as pessoas de todo o mundo, não escolhe lados nem é exageradamente politizado, mas como o jazz e os próprios quadrinhos, ele está inexoravelmente ligado ao nosso modo de vida".
Buscando retratar corretamente o país, a DC Comics realizou uma campanha convidando os leitores a escrever para a editora, expondo as razões pelas quais acreditavam que Superman deveria visitar as suas cidades
Com apenas duas edições lançadas, a revista passou a sofrer atrasos no seu lançamento. A escritora G. Willow Wilson escreveu a edição 704 para dar tempo à Straczynski terminar seus roteiros. Em novembro, Straczynski anunciou que abandonaria a posição de roteirista, para se concentrar em outros projetos e Chris Roberson foi anunciado como o seu substituto, com seus roteiros se baseando em ideias e argumentos deixado por Straczynski.

## Enredo
Sucedendo ao arco de história Nova Krypton, que vinha sendo publicado desde 2008, em particular os eventos retratados na minissérie Superman: War of the Supermen, a história mostra o retorno de Superman ao planeta Terra após morar em outro planeta e narra sua peregrinação pelos Estados Unidos, enquanto reformar os laços com as pessoas que havia se comprometido a proteger.

## Repercussão
Tão logo foi anunciada, a história atraiu bastante controvérsia e a análise da crítica da primeira edição foi variada.. Posteriormente, a história já era mencionada como uma a pior do ano